# Löhne
Löhne és un municipi del districte de Herford, a l'estat de Rin del Nord-Westfàlia, a Alemanya.

## Ciutats agermanades
- Spittal an der Drau ( Àustria)
- Columbus ( Estats Units)
- Condega ( Nicaragua)
- Röbel ( Alemanya)
- Mielec ( Polònia)